# بيبين روات
 بيبين روات، (الإنجليزية: Bipin Laxman Singh Rawat) عسكري هندي من مواليد (16 مارس، 1958 - 8 ديسمبر 2021) ورئيس أركان الجيش الهندي، توفي بحادث تحطم مروحية مع زوجته وانضم إلى الجيش برتبة ملازم ثان عام 1978، كان قائدًا للجيش من العام 2017 حتى 2019